# 马其顿内部革命组织

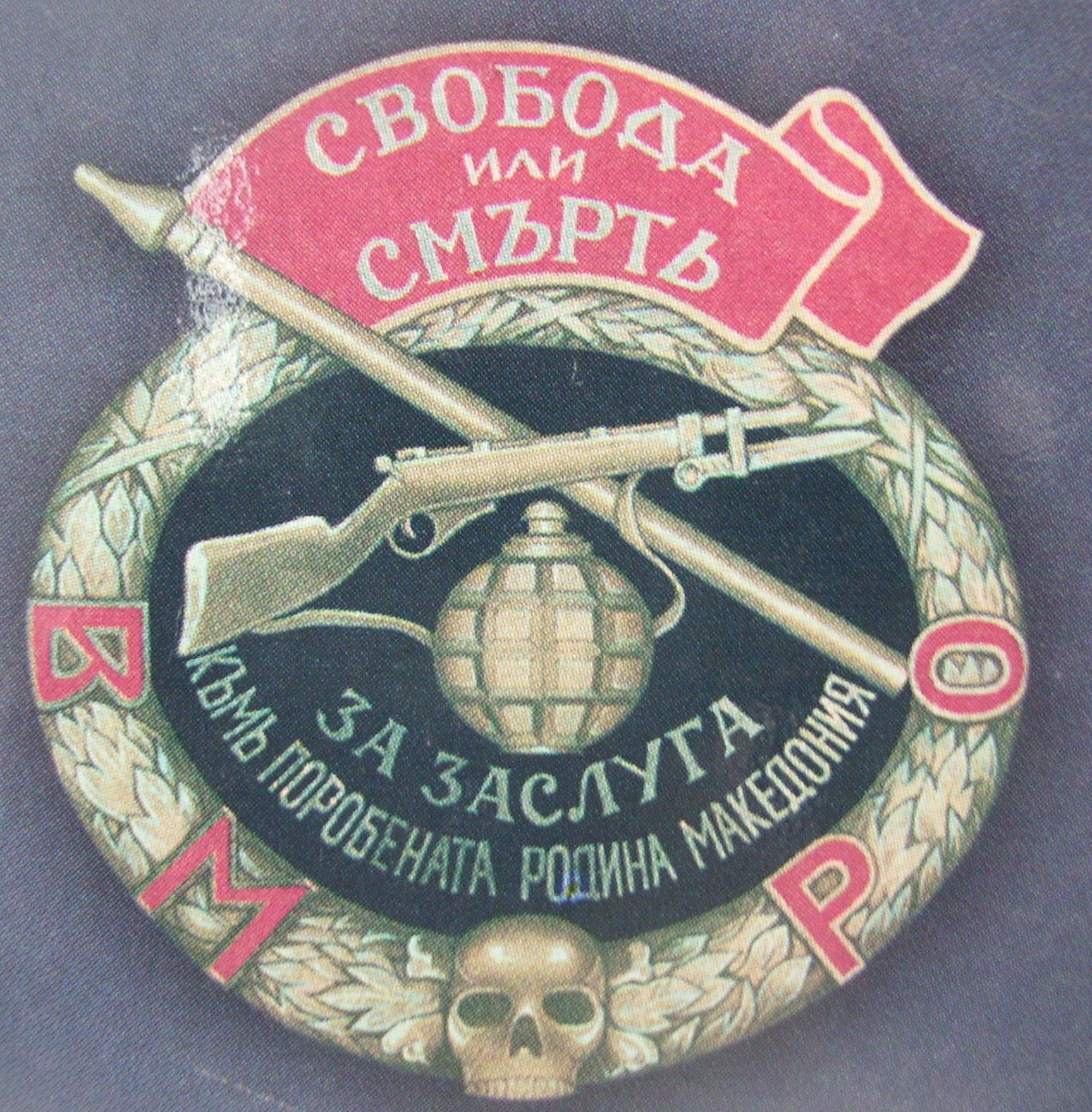
该组织使用的保加利亚文徽章

马其顿内部革命组织（缩写为，缩写为） 是在鄂圖曼帝國領土馬其頓、色雷斯地區、保加利亞以及1913年以後在塞爾維亞和希臘管轄的馬其頓地區內活躍的一個革命政治組織。1893年，馬其頓內部革命組織在萨洛尼卡成立，成員主要是保加利亞人及馬其頓內部的保族人士，後期不同種族裔人士陸續加入，目的是聯合馬其頓內所有種族人士，對抗鄂圖曼帝國的統治，曾于1903年发动先知以利亚日起义，其後改為反抗擁有馬其頓地區的塞爾維亞王國、一戰後改為反抗由塞爾維亞主導的南斯拉夫王國。馬其頓內部革命組織主張馬其頓獨立或併入保加利亞王國，因此在第一次世界大戰（1915年）及第二次世界大戰 （1941年）期間保加利亞軍隊佔領馬其頓地區時受到馬其頓內部革命組織歡迎。1930年代參與了刺殺南斯拉夫國王亞歷山大一世的行動。
现在的马其顿内部革命组织—马其顿民族统一民主党，声称为该组织的继承者。